# ジョルジュ・シャルパンティエ

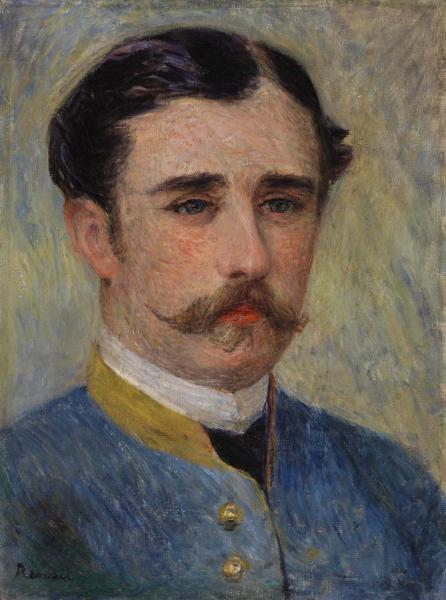
ルノワール画『男の肖像（ムッシュ・シャルパンティエ）』（1878年）

ジョルジュ・シャルパンティエ（Georges Charpentier、1846年12月22日 - 1905年11月15日）は、19世紀のフランスの出版者である。エミール・ゾラ、ギュスターヴ・フローベール、ギ・ド・モーパッサンなどの自然主義文学の作家を支援し、また、印象派の画家たちを後援して、妻のマルグリット・シャルパンティエと共に、規模は小さいながらも美術史上重要な美術コレクションを構築した。

## 出版業
ジョルジュ・シャルパンティエは、フランスの出版者であるジェルヴェ・シャルパンティエの息子である。ジェルヴェは1838年、フランスの出版界で初めての全集「ビブリオテーク・シャルパンティエ」(Bibliothèque Charpentier)を創設した。ジェルヴェは、「フランスの文学史に現代の古典を提供する」と述べた。ジョルジュ・シャルパンティエは、数年間ジャーナリストとして活動した後、1872年、前年に死去した父の事業を引き継いだ。父の路線を継承し、自然主義の提唱者として知られることになる現代作家の作品の出版を行った。シャルパンティエの出版リストには、ゾラ、フローベール、モーパッサンのほか、ジョリス＝カルル・ユイスマンス、エドモン・ド・ゴンクール、および、父の代から引き継いだテオフィル・ゴーティエが含まれていた。1876年には、書籍愛好家をターゲットとした、エッチングによる挿絵を入れた手頃な価格の書籍シリーズ「プチ・ブリオテーク・シャルパンティエ」(Petite Bibliothèque Charpentier)を発刊した。
1877年、シャルパンティエはゾラの小説『居酒屋』(L'assommoir)を刊行し、大ヒットしたが論争も巻き起こした。ゾラは、この作品の成功で得た資金によりメダンに別荘を購入し、その2年後、ゾラ、モーパッサン、ユイスマンス、アンリ・セアール、レオン・エニック、ポール・アレクシによる短編集『メダンの夕べ』(Les Soirées de Médan)をシャルパンティエの下で刊行した。
1870年代半ばにゾラとフローベールの著作が成功を収めたにも関わらず、シャルパンティエの出版社は財政難に陥った。エミール・ベルジュラを編集長とし、ピエール＝オーギュスト・ルノワールらをイラストレーターとした挿絵入り雑誌『ラ・ヴィ・モデルヌ』(La Vie moderne)を1879年に創刊したことにより、財政状況はさらに悪化した。1883年にシャルル・マルポンとエルネスト・フラマリオが同社の株式の半分を取得し、翌1884年に買い増ししたことで経営権が移譲されたが、マルポンらはシャルパンティエの方針を継承した。その後の10年間で経営者が次々に変わり、発刊数が減っていったことにより、作家たちは他の出版社に移っていった。

## 美術コレクション

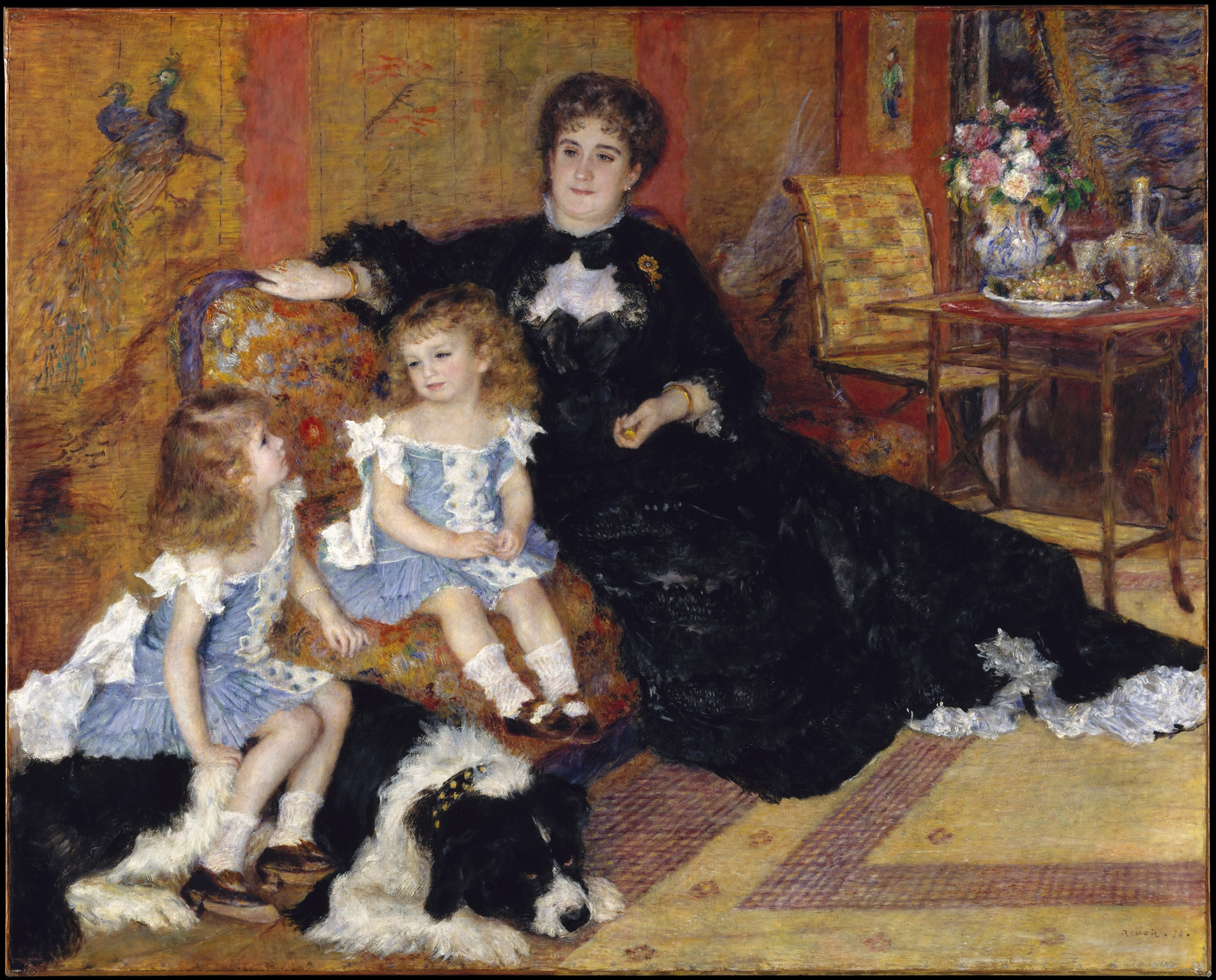
ルノワール画『シャルパンティエ夫人とその子どもたち』。左からジョルジェット、ポール（女装している）、マルグリット

シャルパンティエの妻マルグリットはサロンを主宰し、毎週金曜日に作家、画家、俳優、音楽家、政治家らを招いていた。シャルパンティエ夫妻は印象派の画家を支援し、1870年代半ばから印象派の作品の収集を行った。
2人はルノワールに家族の肖像画を数多く依頼した。ルノワールによる1878年のジョルジュの肖像画『男の肖像（ムッシュ・シャルパンティエ）』は、アメリカのバーンズ・コレクションに収蔵されている。娘ジョルジェットの4歳のときの肖像画『すわるジョルジェット・シャルパンティエ嬢』は、日本のアーティゾン美術館に収蔵されている。その2年後、ルノワールはマルグリットとジョルジェット、その弟のポールを描いた『シャルパンティエ夫人とその子どもたち』を製作した。

## 私生活
1871年、宮廷宝飾師の娘マルグリット・ルモニエと結婚し、以下の2男2女をもうけた。
- ジョルジェット＝ベルト・シャルパンティエ Georgette-Berthe Charpentier (1872-1945)
- マルセル＝ギュスターヴ・シャルパンティエ Marcel-Gustave Charpentier (1874-1876)
- ポール＝エミール・シャルパンティエ Paul-Émile Charpentier (1875-1895)
- ジェーン＝ブランシュ＝エドメ・シャルパンティエ Jane-Blanche-Edmée Charpentier (1880-1940)

生涯パリで生活したほか、ロワイヤンに別荘を持っていた。
シャルパンティエは1905年11月15日にパリで死去した。

## 情報源
このページはフランス語版記事から一部翻訳されている。フランス語版の出典を以下に示す。
- Robida, Michel. Le Salon Charpentier et les Impressionnistes. Bibliothèque des arts, 1958 (in French)
- Becker, Colette. Trente années d'amitié : 1872-1902: Lettres de l'éditeur Georges Charpentier à Émile Zola. Presses universitaires de France, 1980. ISBN 978-2130366966. (in French)
- Meyer, Virginie. "La maison Charpentier de 1875 à 1896 d'un catalogue à l'autre", in: Annie Charon, Claire Lesage and Ève Netchine, eds., Le Livre entre le commerce et l'histoire des idées: Les catalogues de libraires (XVe-XIXe siècle), Paris:  Publications de l’École nationale des chartes, 2011 (Études et rencontres, 33)
- Serrepuy-Meyer, Virginie. "Georges Charpentier (1846-1905): Éditeur de romans, roman d’un éditeur". Dissertation, École des chartes, 2005. (in French)
- Serrepuy-Meyer, Virginie. "Georges Charpentier, le plus parisien des éditeurs". In Histoire et civilisation du livre. Genève: Droz, 2009. (in French)